# Petrobius maritimus
Petrobius maritimus es una especie de Archaeognatha que se puede encontrar en las playas rocosas del mar Mediterráneo hasta el mar del Norte.
Los individuos pueden llegar a medir 15 mm y tienen un color grisáceo, con dos largas y estrechas antenas su cuerpo termina en una cola que es igual de larga que el resto de su cuerpo.